# Ormat Technologies

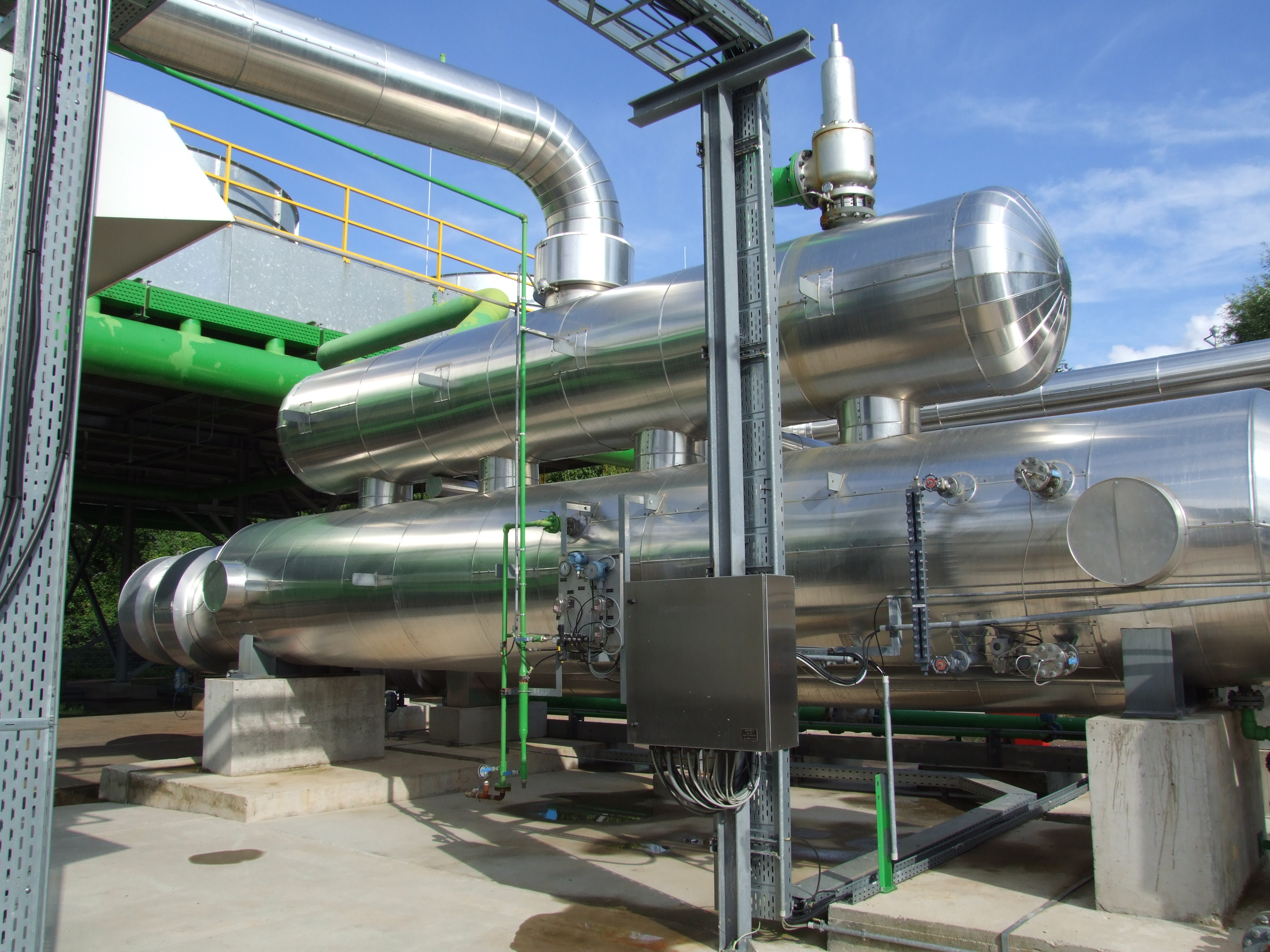
Verdampfer von Ormat im Geothermiekraftwerk Landau

Ormat Technologies Inc. ist ein US-Unternehmen, das Geothermiekraftwerke errichtet und betreibt und Komponenten für Geothermiekraftwerke entwickelt, herstellt und vertreibt.
Der Sitz des Unternehmens ist Reno, Nevada. CEO ist Doron Blachar.
Ormat Technologies ist eines der 25 Unternehmen im ökologisch orientierten Aktienindex NX-25.
Gegründet wurde Ormat Technologies von Ormat Industries Limited 1994 in Delaware. Der Vorgänger letzterer Gesellschaft Ormat Turbines wurde von Lucien und Dita Bronicki 1965 in Israel gegründet. In Deutschland werden die Ormattechnologien vom Anlagenbauer IGATEC GmbH vertreten.

## Produkte
Das von Ormat genutzte Organic Rankine Cycle, also die Nutzung von organischen Chemikalien, vor allem von Isopentan und Isobutan anstelle von Wasser in geschlossenen Kreisläufen zur Erzeugung von Dampf für den Antrieb von Turbinen zur Erzeugung von Strom, erlaubt die Nutzung wesentlich geringerer Temperaturen von Thermalwässern und Prozesswärme in industriellen Prozessen, als dies mit Wasser möglich wäre.
Anlagen des Unternehmens dienen auch der Stromerzeugung in entlegenen Gebieten, etwa für Pipelinepumpstationen. Der geschlossene Kreislauf mit Verdampfer, Turbine (die den Generator antreibt) und Kühler erlaubt einen nahezu wartungsfreien Betrieb. Die Anlagen beziehen ihre Wärme aus einem Brenner, der sein Gas aus Tanks oder direkt aus der Pipeline erhält.

### Eigene Kraftwerke
Das Unternehmen erzielt gut drei Viertel seiner Umsätze mit dem Verkauf von Elektrizität aus Erdwärmekraftwerken, die es alleine oder mit Partnern betreibt. Ormats Elektrizitätserzeugungskapazität betrug 2008 insgesamt 505 Megawatt, davon 377 in den USA.
Wichtige Ormat-Erdwärmekraftwerke sind:
- 57-Megawatt-Kraftwerk Ormesa Complex, East Mesa, Kalifornien
- 92-Megawatt-Kraftwerk Eber Complex, Heber, Kalifornien
- 84-Megawatt-Kraftwerk Steamboat Complex, Steamboat, Nevada
- 50-Megawatt-Kraftwerk North Brawely, Imperial County, Kalifornien
- 28-Megawatt-Kraftwerk Momotombo, Nicaragua
- 24-Megawatt-Kraftwerk Zunil, Guatemala
- 48-Megawatt-Kraftwerk Olkaria III-Complex, Kenia
- 20-Megawatt-Kraftwerk Amatitlan, Guatemala

## Fremdkraftwerke mit Ormat-Technik
In Österreich werden seit 2001 mit einer Ormat-Anlage in dem von Friedensreich Hundertwasser entworfenen Thermalquellen-Hotel Rogner in Bad Blumau 180 kW Strom aus 107 Grad heißem Wasser gewonnen, das aus 2600 Metern Tiefe gefördert wird.
In Deutschland wird für das 3-Megawatt-Geothermiekraftwerk Landau Technik von Ormat verwendet.